# 7.35×51mm Carcano
Le 7,35 × 51 mm Carcano est une cartouche de fusil italienne et un calibre désormais obsolète conçu pour remplacer le 6,5 × 52 mm Carcano dans les fusils Carcano de l'armée italienne. Le 7,35 utilisait un projectile de style « Spitzer » pour minimiser la résistance aérodynamique durant la phase balistique du vol. 

## Description
Après des rapports sur des performances inadéquates du 6,5 × 52 mm Mannlicher - Carcano à courte et à longue portée, pendant les campagnes en Afrique du Nord italienne (1924-1934) et la Seconde guerre italo-éthiopienne (1935/36), l'armée italienne a introduit un nouveau fusil court en 1938, le Modello 1938, ainsi qu'une nouvelle cartouche de calibre 7.35x51mm. En plus du calibre légèrement plus grand, les concepteurs de munitions italiennes ont introduit une ogive de type Spitzer pour la nouvelle cartouche, avec la pointe remplie d'aluminium pour produire un projectile instable lors de l'impact avec les tissus mous (une conception très probablement copiée du .303 British Mk VII britannique). Bien que l'intention de départ était de créer une cartouche de fusil plus puissante et précise que les précédentes, la décision d'adopter une balle plus légère celle de 6,5 mm Carcano et divers problèmes de conception du fusil 91/38 n'ont pas permis à la cartouche d'atteindre le succès escompté. 

## Voir également
- Tableau des cartouches d'armes de poing et de carabine